# Ichneumon fumosus
Ichneumon fumosus är en stekelart som beskrevs av Geoffroy 1785. Ichneumon fumosus ingår i släktet Ichneumon och familjen brokparasitsteklar. Inga underarter finns listade i Catalogue of Life.